# Região Demarcada do Dão
Região Demarcada do Dão är en av de äldsta och mest traditionsrika vinregionerna i Portugal. Den skapades 1908 och ligger i centrala Portugal, i Beira Alta.